# Dichochrysa venusta
Dichochrysa venusta är en insektsart som först beskrevs av Hölzel 1974.  Dichochrysa venusta ingår i släktet Dichochrysa och familjen guldögonsländor. Inga underarter finns listade i Catalogue of Life.